# جينا هولدن
جينا هولدن هي عارضة وممثلة كندية، ولدت في 17 مارس 1975 في كندا. بدأت مشوارها المهني سنة 2002.

## أعمال

### أفلام
- (2005) أربعة مذهلون
- (2006) الوجهة النهائية 3[2]
- (2006) تأثير الفراشة 2
- (2007)  قداسة[3][4][5]
- (2010) سو ثري دي[6][7]

## وصلات خارجية
- جينا هولدن على موقع IMDb (الإنجليزية)
- جينا هولدن على موقع ألو سيني (الفرنسية)
- جينا هولدن على موقع أول موفي (الإنجليزية)
- جينا هولدن على موقع قاعدة بيانات الأفلام السويدية (السويدية)
- جينا هولدن على موقع قاعدة بيانات الفيلم (الإنجليزية)
- جينا هولدن على موقع كينوبويسك (الروسية)